# Luigi Einaudi
Luigi Numa Lorenzo Einaudi (Carrù, 24 de marzo de 1874-Roma, 30 de octubre de 1961) fue un político liberal italiano, que ejerció como segundo presidente de la República italiana desde 1948 hasta 1955, y como gobernador del Banco de Italia desde 1945 hasta 1948.

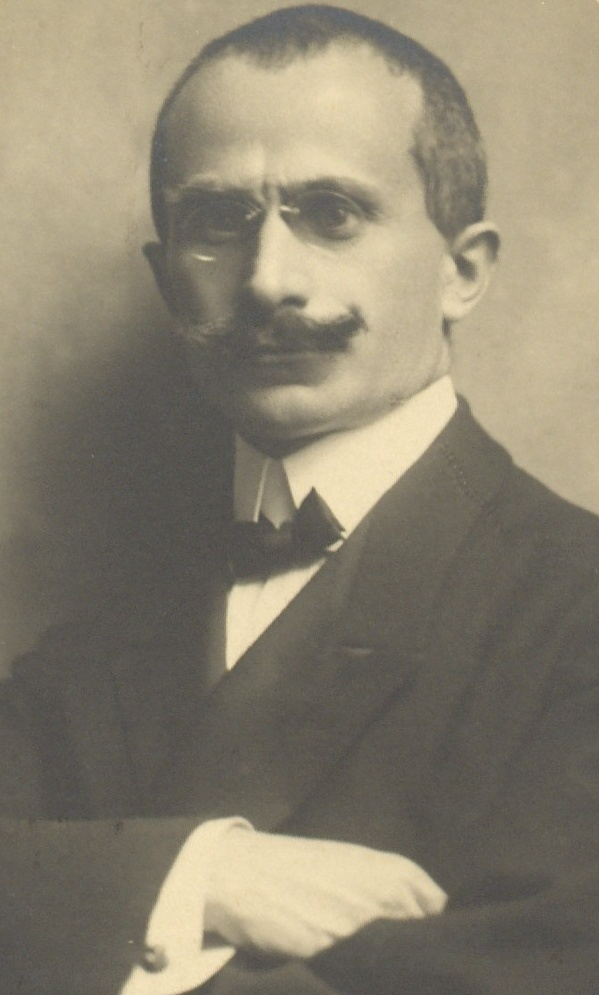
Luigi Einaudi, 1919

Licenciado en Derecho, impartió clases de Economía y Finanzas en las universidades de Pisa, Turín y en la Universidad Bocconi de Milán.
Fue nombrado senador vitalicio en 1919. Se mostró contrario al fascismo desde 1924 y en 1935 emitió, en el Senado, un voto contrario a la aprobación de la invasión de Etiopía. El 25 de julio de 1943 fue designado rector de la universidad de Turín pero ese mismo año tuvo que exiliarse en Suiza.
Finalizada la Segunda Guerra Mundial, Einaudi fue nombrado gobernador del Banco de Italia, cargo que ocupó desde 1945 a 1948, y ocupó los cargos de vicepresidente del consejo de ministros y de ministro de finanzas en el cuarto gobierno de Alcide De Gasperi (1947-1948). 
Fue el primer Presidente de la República italiana electo conforme al procedimiento establecido en la Constitución que había sido aprobada meses antes. Einaudi ocupó la presidencia desde 1948 hasta 1955.
Su nieto es el famoso pianista Ludovico Einaudi.